# Werner Hühner
Werner Hühner (Helmerkamp, 13 agosto 1886 – Plön, 3 febbraio 1966) è stato un generale tedesco della Wehrmacht durante la seconda guerra mondiale.
Hühner prestò servizio come ufficiale durante la prima guerra mondiale. Dopo la fine del primo conflitto, entrò a far parte dapprima del Reichswehr e poi della Wehrmacht dove, nella seconda guerra mondiale, comandò la 61ª divisione di fanteria e poi l'8ª divisione panzer dall'8 dicembre 1941 al 20 marzo 1942.
Werner Hühner venne catturato dalle forze britanniche nel maggio del 1945 e venne liberato nell'aprile del 1947.